# Bill Gallo
Bill Gallo est un dessinateur humoristique américain né le 28 décembre 1922 à Manhattan (New York) et mort le 10 mai 2011 à White Plains (New York). Il est notamment connu pour ses dessins sportifs pour le New York Daily News.

## Biographie
Gallo est né à Manhattan, de parents d'origine espagnole. Son père, émigré de la région basque, est journaliste dans le journal en langue espagnole La Prensa. Il meurt lorsque Gallo a onze ans.
Après son diplôme en 1941, il devient copy boy (en) du journal New York Daily News durant sept mois, jusqu'à ce qu'il soit appelé pour servir lors de la Seconde Guerre mondiale. Il rejoint le United States Marine Corps le 8 décembre 1942. Il complète sa formation au Marine Corps Recruit Depot Parris Island. Il sert au théâtre du Pacifique, combattant lors des batailles de Saipan, Tinian et Iwo Jima.
Après la guerre, il retourne au Daily News. Il fréquente l'Université Columbia puis la Cartoonists and Illustrators School grâce au programme G.I. Bill. En 1960, il est transféré dans le département sportif du journal, où il commence à dessiner à la suite du décès de Leo O'Melia
Gallo créé les personnages Bertha et Yuchie. L'une de ses œuvres les plus connues reste son hommage après le décès du joueur de baseball de l'équipe des Yankees Thurman Munson. Ses œuvres figurent sur les murs de l'Overlook à Midtown ainsi que dans la collection permanente du temple de la renommée du baseball de Cooperstown à New York.
Dans la nuit du 10 mai 2011, Gallo décède des suites d'une pneumonie, à 88 ans.

## Distinctions
En tant que chroniqueur, Gallo reçoit le prix « James J. Walker » de la Boxing Writers Association of America (en), et le prix « Champions » du Downtown Athletic Club. Il est également intronisé à l'International Boxing Hall of Fame.
En tant que dessinateur de presse, il reçoit de la part de la National Cartoonists Society, dont il est président de 1973 à 1977, le prix du dessin humoristique sportif en 1968, 1969, 1970, 1972, 1973, 1983, 1984, 1985, 1987 et 1988 ainsi que le prix « Milton Caniff Lifetime Achievement » en 1998. Il reçoit à vingt reprises le prix « Page One Journalism » du New York Newspaper Guild, le prix « Power of Printing », le prix Elzie Segar en 1975 et le prix d'excellence des élèves de la School of Visual Arts. En janvier 2010, Gallo reçoit un prix de la part du Ring 8 à Howard Beach, New York, pour ses écrits sur la boxe.
Le 7 mai 2011, il reçoit la Ellis Island Medal of Honor (en), mais ne peut assister à la cérémonie à cause de son état de santé. Le New York Daily News lui consacre une double page à cette occasion dans son numéro du week-end.